# Fusell antitancs
Un fusell antitancs és un tipus de fusell de grans dimensions especialment dissenyat per combatre tancs. Actualment obsoletes, aquestes armes van ser el primer giny desenvolupat en resposta a l'aparició del tanc durant la Primera Guerra Mundial.
Van ser armes prou efectives fins a mitjans de la Segona Guerra Mundial, quan els blindatges més gruixuts i inclinats ja no es podien perforar. A més a més, l'aparició d'altres armes antitancs més efectives, com els llançacoets portàtils, va propiciar-ne el desús.
La tecnologia del fusell antitancs ha acabat servint de base pels fusells anti-material, armes dissenyades per perforar materials.

## Història
El fusell antitancs va néixer a la fase final de la Primera Guerra Mundial, quan els soldats d'Alemanya es van enfrontar a un nou giny: el tanc. Creat per travessar el camp de batalla sense veure's afectat per les bales de les armes lleugeres o metralladores, només es podia frenar amb projectils d'artilleria o bombes de mà. Però destruir un tanc amb granades era perillós i era impossible tenir bones comunicacions i prou artilleria a tot arreu. Això va crear una nova necessitat pel front; es requeria una nova arma relativament compacta, de baix cost i capaç de perforar el blindatge dels tancs.

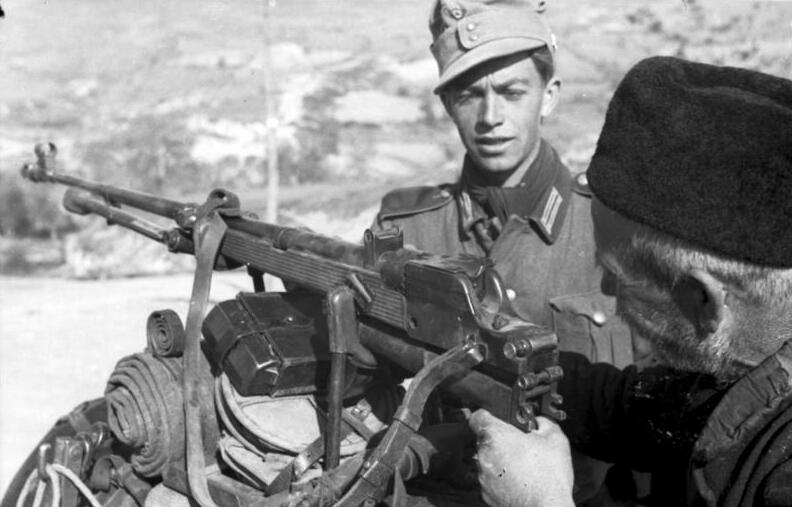
Un soldat alemany i un civil practicant amb un fusell antitancs Panzerbüchse a Grècia l'abril de 1941.

Els primers a desenvolupar aquesta nova arma van ser els alemanys l'any 1918. El Tankgewehr M1918, també conegut com a Màuser T-Gewehr, estava especialment dissenyat per destruir tancs. Tenia un calibre de 13,2 mm i podia perforar la majoria dels blindatges britànics contemporanis de 12 mm causant danys a l'equipament i tripulació. Aquesta arma va servir d'exemple per les que es dissenyarien després. Tenien forma de fusell, feien entre 1,5 i 2 m de llarg, eren pesants, tenien un fort retrocés i podien penetrar 20 o 30 mm d'acer a una distància de 100 m. Això era més que suficient per ser un perill pels tancs de la Primera Guerra Mundial i del període d'entreguerres.
Els calibres típics dels primers fusells antitancs oscil·laven entre els 12,7 mm i els 15 mm, però van sorgir dues noves tendències en el disseny d'aquests fusells que s'allunyaven d'aquest calibre.
La primera volia aprofitar els calibres dels fusells normals, però disparant-los a molt alta velocitat (1100 o 1200 m/s). Fent servir bales més lleugeres, 12-14 grams en comparació amb els 50-60 grams de les bales dels calibres més grans, podien fabricar fusells més lleugers i amb menys retrocés. El problema d'aquest disseny és que la bala era més llarga i erosionava més ràpidament el canó de l'arma, a més a més no malmetien tant el vehicle com els projectils més grans. Tot i això, entre els exèrcits alemany i polonès es va apostar més per aquests dissenys.
La segona tendència, apostava per uns projectils més grans i pesants, d'uns 20 mm de calibre. Aquesta mida permetia usar diversos tipus de munició: incendiària, explosiva, perforant... i servien com a arma de suport general a la infanteria. Els problemes d'aquest tipus de fusells eren el seu preu, car, i el seu elevat pes, que podia ser de més de 40 kg reduint-ne la mobilitat. Aquests fusells podien perforar una mica més de blindatge, 30-35 mm.

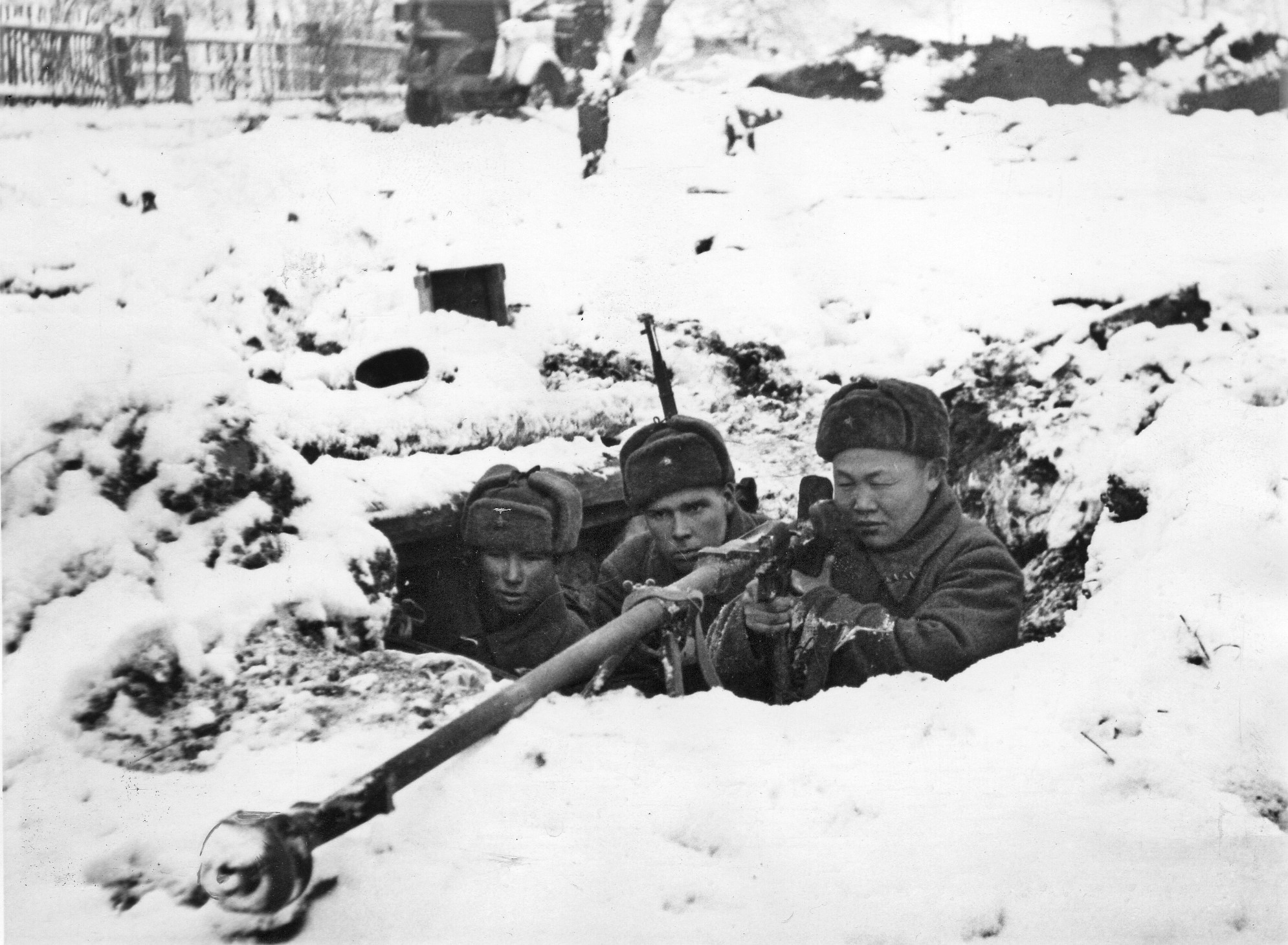
Soldats soviètic armats amb un fusell antitancs PTRD-41 durant la defensa de Moscou.

Amb aquestes 3 grans branques en dissenys de fusells va esclatar la Segona Guerra Mundial. Tot i que van ser molt efectius en alguns enfrontaments, aturant els tancs alemanys en el seu avenç cap a Moscou per exemple, els blindatges va millorar aviat i van esdevenir armes poc efectives contra els tancs mitjans i pesants. Tot i així alguns països van continuar fent-ne servir fins acabada la guerra per destruir blindats lleugers, estructures o per disparar contra la infanteria enemiga.

## Característiques
Els fusells antitancs inicials apareguts durant la Gran Guerra tenien un calibre que rondava els 13 mm. Posteriorment se'n van desenvolupar amb calibres més grans, però velocitats inferiors, i calibres més petits, i velocitats més altes. Per poder donar el màxim de velocitat al projectil els canons dels fusells havien de ser molt llargs i era normal que la seva longitud total fos d'aproximadament 2 m.
En general, aquestes armes eren molt pesants perquè estaven molt reforçades i funcionaven amb un mecanisme semiautomàtic. Sovint duien un bípede per poder apuntar adequadament i el retrocés era amortit gràcies al punt de suport i la molla recuperadora.